# جورج دوبونت
جورج دوبونت (بالفرنسية: Georges Dupont)‏ هو منافس ألعاب قوى فرنسي، ولد في 14 مايو 1903، وتوفي في 1983.

## وصلات خارجية
- جورج دوبونت على موقع الاتحاد الفرنسي لألعاب القوى (الفرنسية)
- جورج دوبونت على موقع أوليمبيديا (الإنجليزية)